# 1989 PT
1989 PT är en asteroid i huvudbältet som upptäcktes den 9 augusti 1989 av den amerikanska astronomen Eleanor F. Helin vid Palomarobservatoriet.
Asteroiden har en diameter på ungefär 3 kilometer.